# Андрієвка (Атяшевський район)
Андрі́євка (рос. Андреевка, ерз. Андрейвеле) — село у складі Атяшевського району Мордовії, Росія. Входить до складу Козловського сільського поселення.

## Населення
Населення — 335 осіб (2010; 439 у 2002).
Національний склад (станом на 2002 рік):
- ерзяни — 96 %